# تپه عبدالتاجدین (ک- ۵۶)
تپه عبدالتاجدین (ک- ۵۶) مربوط به دوران پیش از تاریخ ایران باستان است و در شهرستان کنگاور، روستای عبدالتاجدین واقع شده و این اثر در تاریخ ۲۴ فروردین ۱۳۸۲ با شمارهٔ ثبت ۸۰۹۹ به‌عنوان یکی از آثار ملی ایران به ثبت رسیده است.